# Juan José Espinosa San Martín
Juan José Espinosa San Martín (Madrid, 30 de junio de 1918-Madrid, 14 de enero de 1982) fue un político español y ministro de Hacienda durante el franquismo. También fue tío por vía materna del filósofo Antonio Escohotado. 

## Biografía
Licenciado en Derecho por la Universidad Central de Madrid, al declararse la Guerra Civil se unió al bando sublevado enrolado en las filas falangistas. Al término del conflicto ingresó en la administración del Estado como inspector técnico fiscal para pasar posteriormente al Ministerio del Movimiento Nacional donde ocupó el cargo de Consejero Nacional.
También trabajó como subinspector del Sindicato Español Universitario (SEU) y ocupó diversos puestos de responsabilidad en las áreas de economía y hacienda del gobierno, entre ellas la dirección de la Caja Postal, la Casa Nacional de Moneda y Timbre, la presidencia del Banco de Crédito Industrial y la Dirección General del Tesoro hasta ser nombrado ministro de Hacienda en 1965. Con el escándalo financiero de Matesa, fue cesado en 1969. También fue procurador en las Cortes franquistas.
Entre los honores recibidos durante el régimen franquista, destacó la gran cruz de la Orden de Carlos III, la cruz de la Orden del Mérito Civil y las del Mérito Militar y Naval.
Falleció en Madrid el 14 de enero de 1982.